# لوول دينغ

لوول دينغ

لوول دينغ (Luol Deng) (ولد في 16 أبريل 1985، في مدينة واو) هو لاعب كرة سلة محترف إنجليزي من أصل سوداني جنوبي. يلعب دينغ الآن مع صفوفه نادي شيكاغو بولز في دوري كرة السلة الأمريكي. ولد لوول دينغ في السودان، ثم انتقل للعيش في مصر، ثم المملكة المتحدة، ثم الولايات المتحدة الأمريكية. مثل دينغ إنجلترا في منتخب كرة السلة لفئتي تحت 16 وتحت 19 عاماً، كما كان أحد سفراء ملف لندن للألعاب الأولمبية الصيفية عام 2012 أثناء اختيار المدينة المنظمة للألعاب الأولمبية لعام 2012.
في عام 2003 اعتبر الكثيرون لوول دينغ ثاني أفضل لاعب شاب بعد ليبرون جيمز. درس دينغ في أكاديمية بلير بولاية نيوجيرزي. أختير للعب في دوري الجامعات لصالح كليته في جامعة دوك. في عام 2004 التحق بفريق شيكاغو بولز في دوري الرابطة الوطنية لكرة السلة الأمريكي، وهو يحمل الرقم 9. يلعب الآن في مركز الهجوم الأصغر.

## معرض الصور

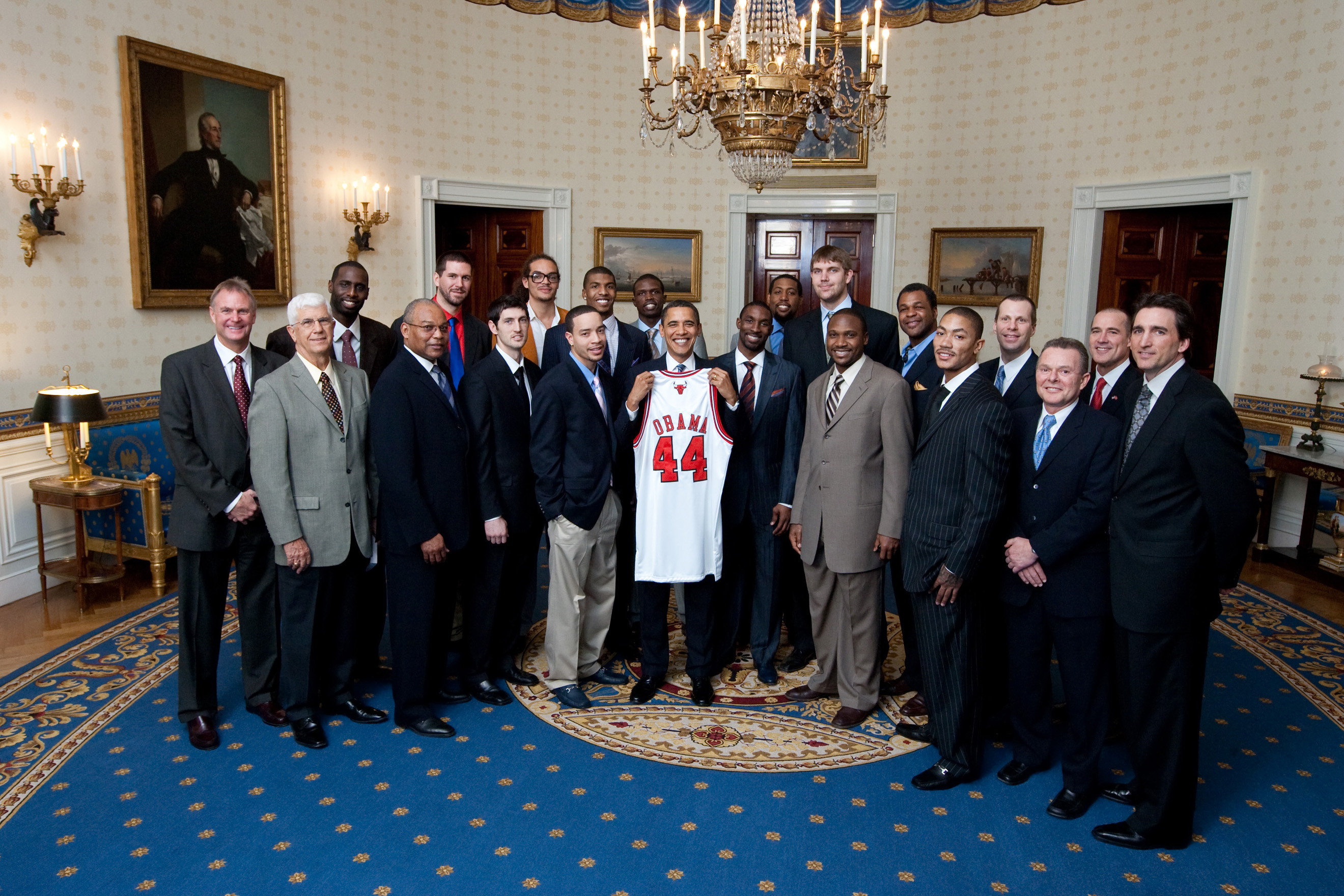
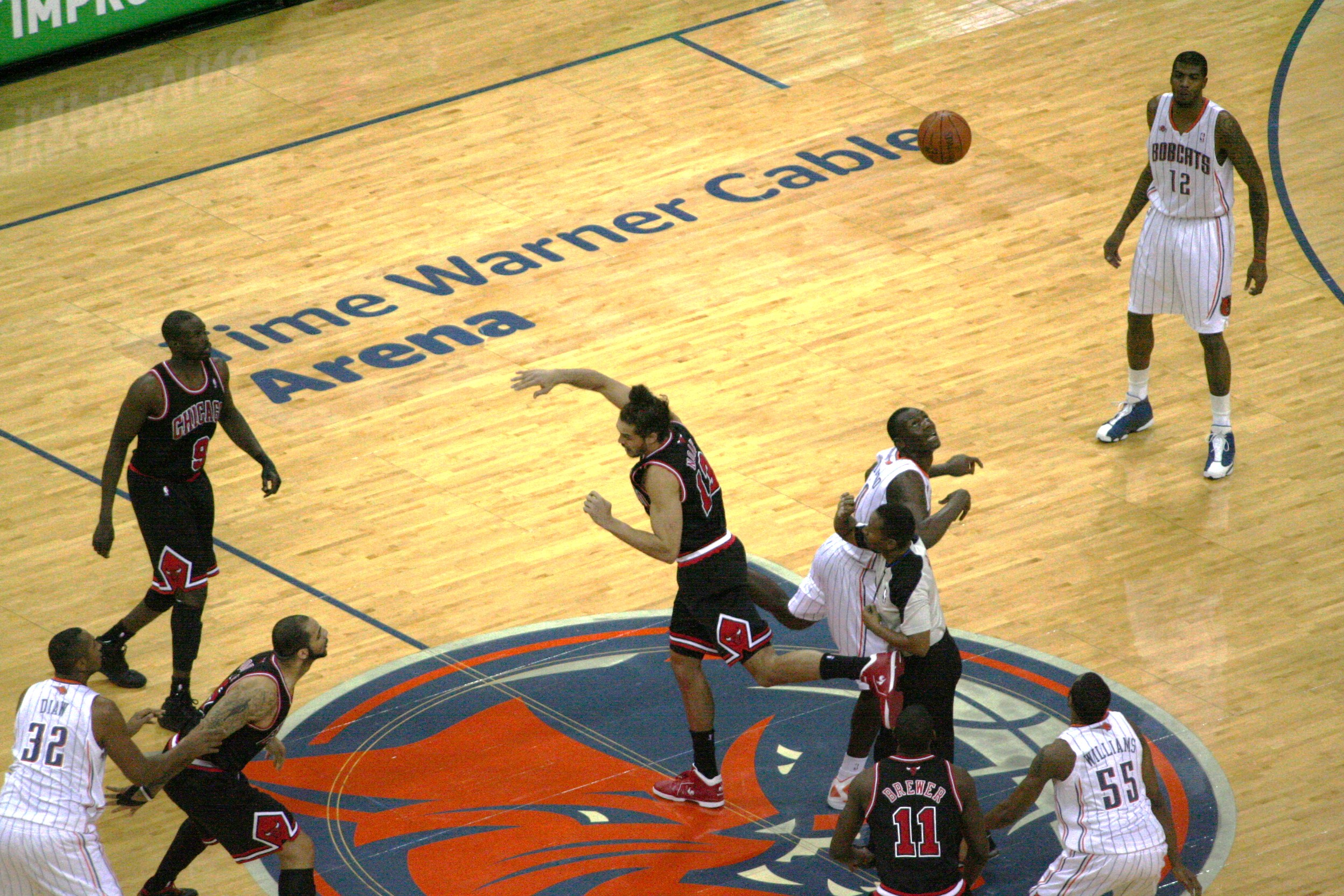
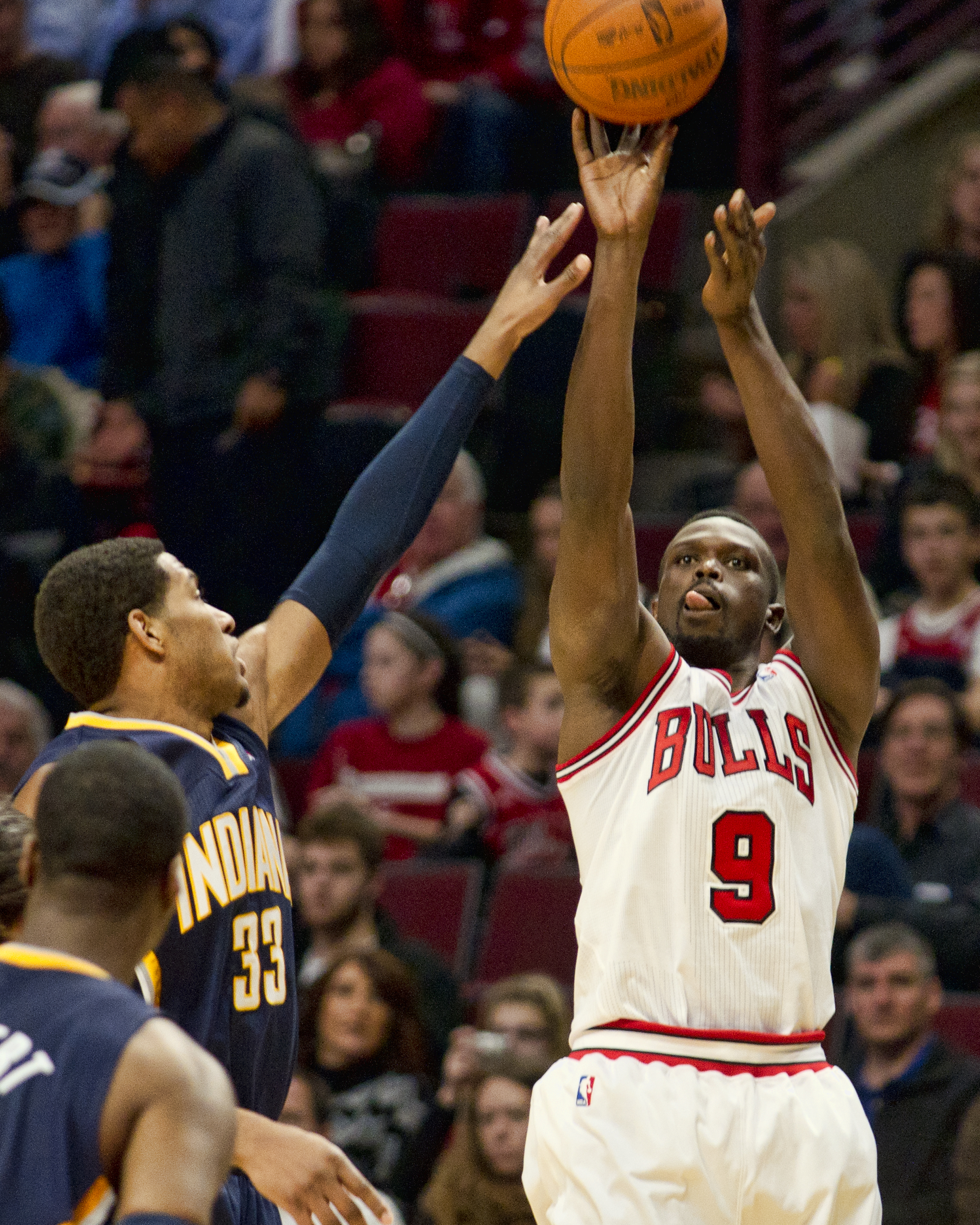
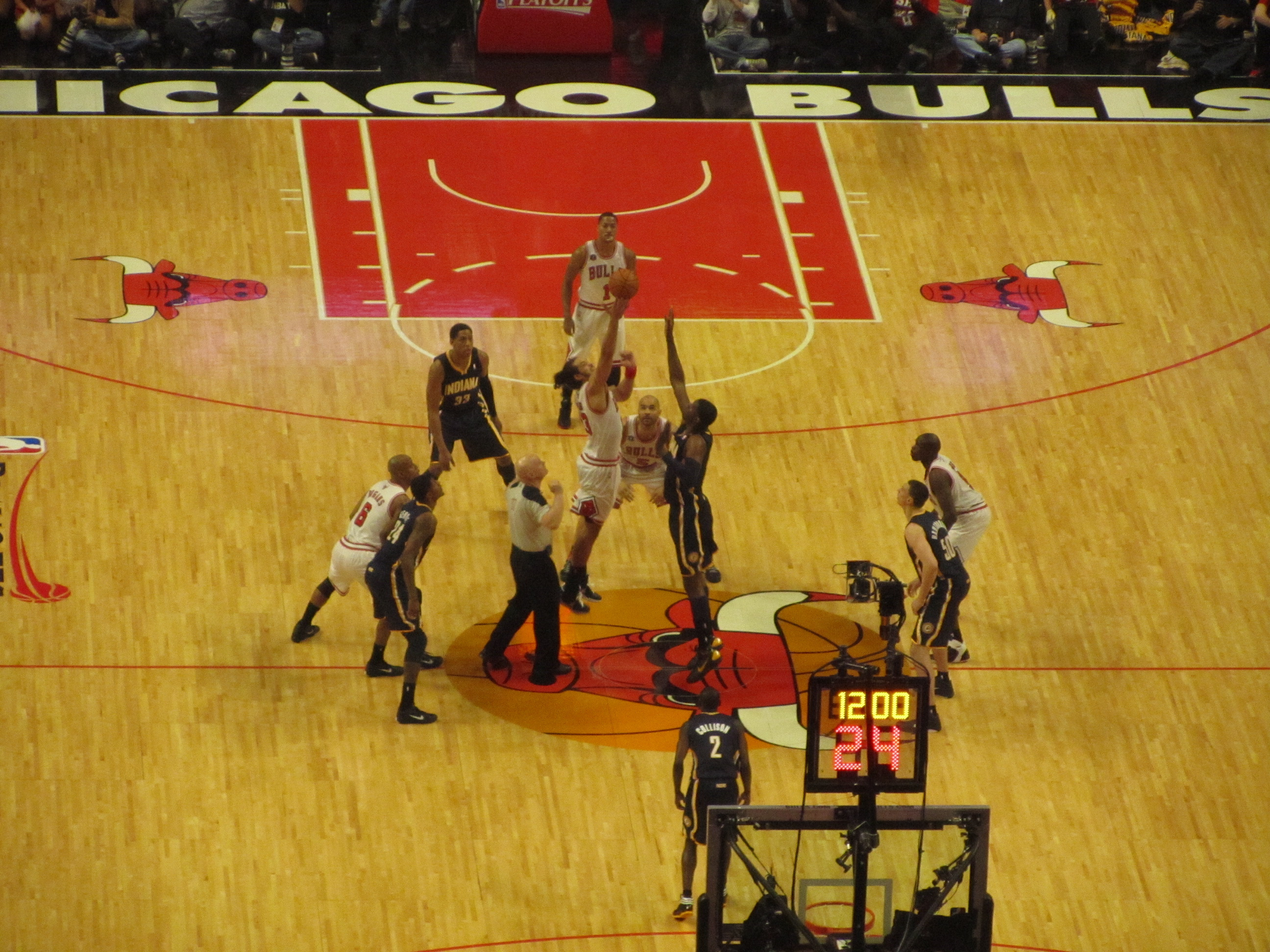
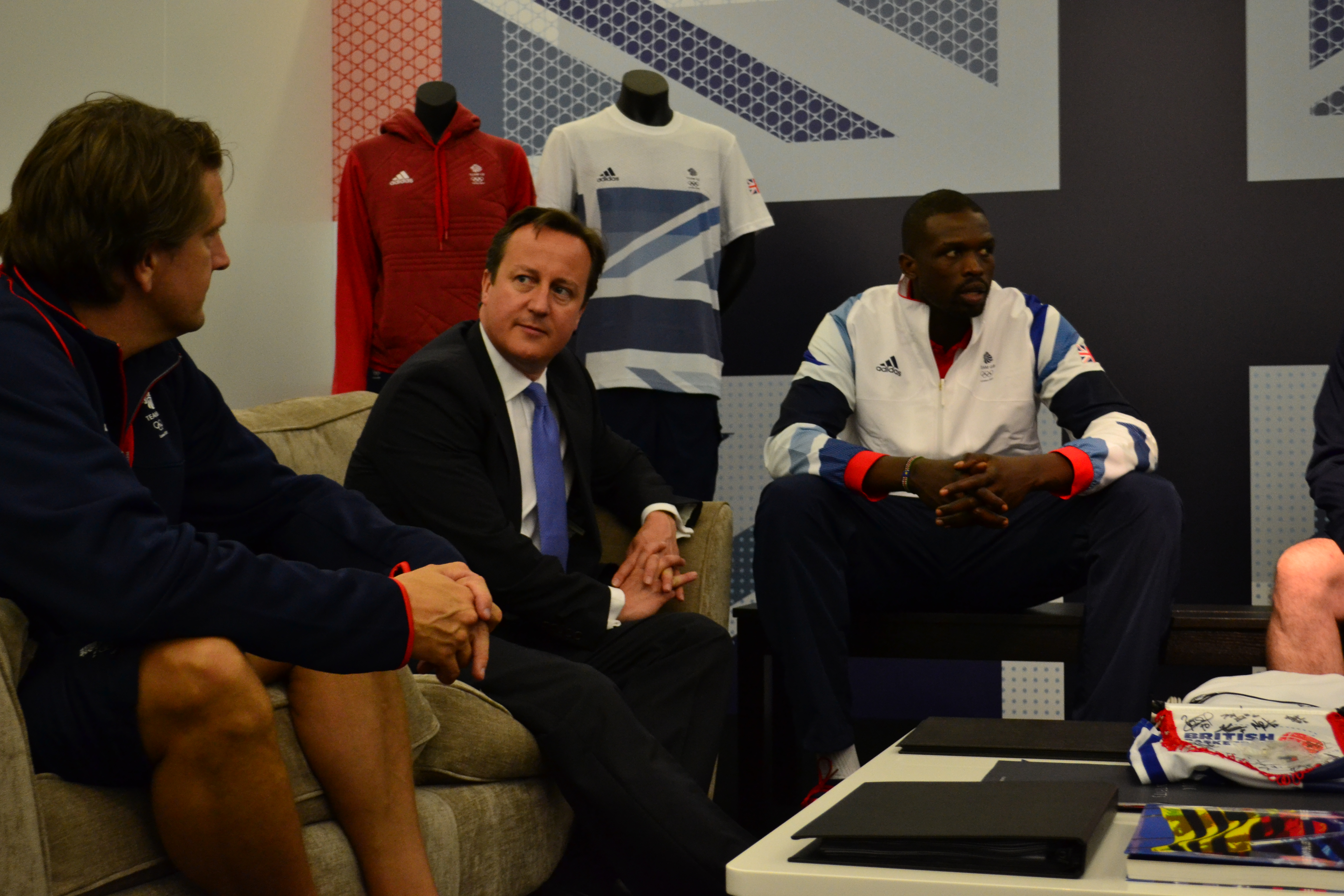
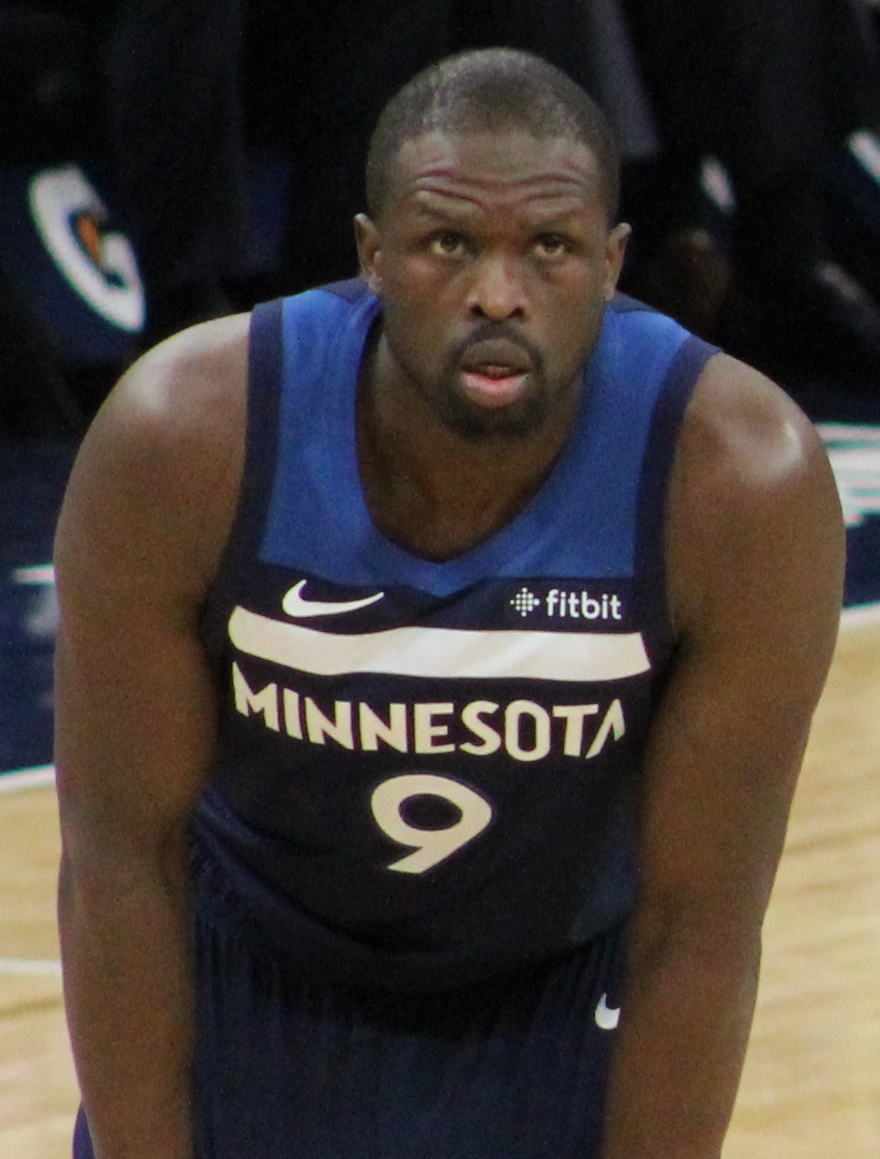
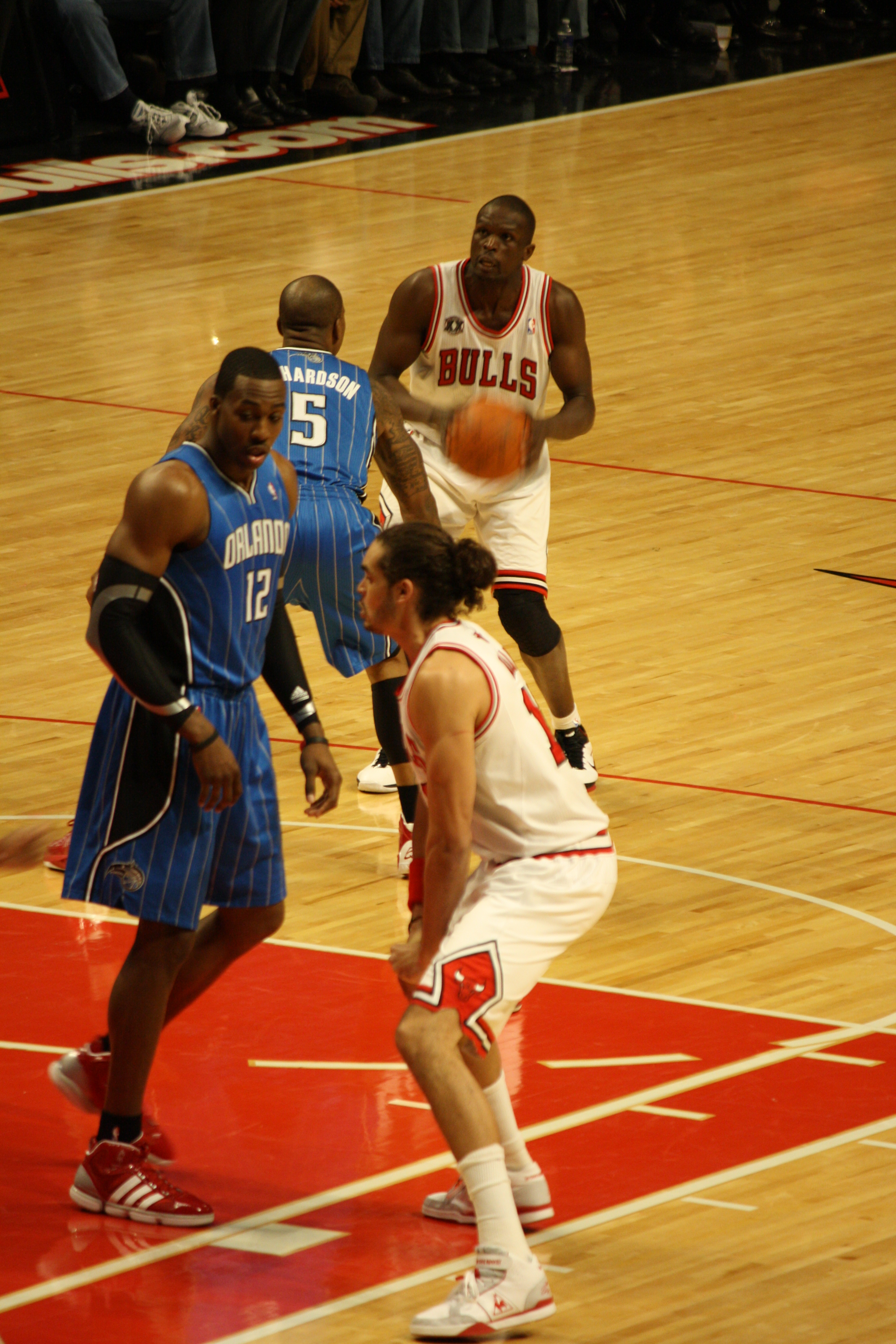
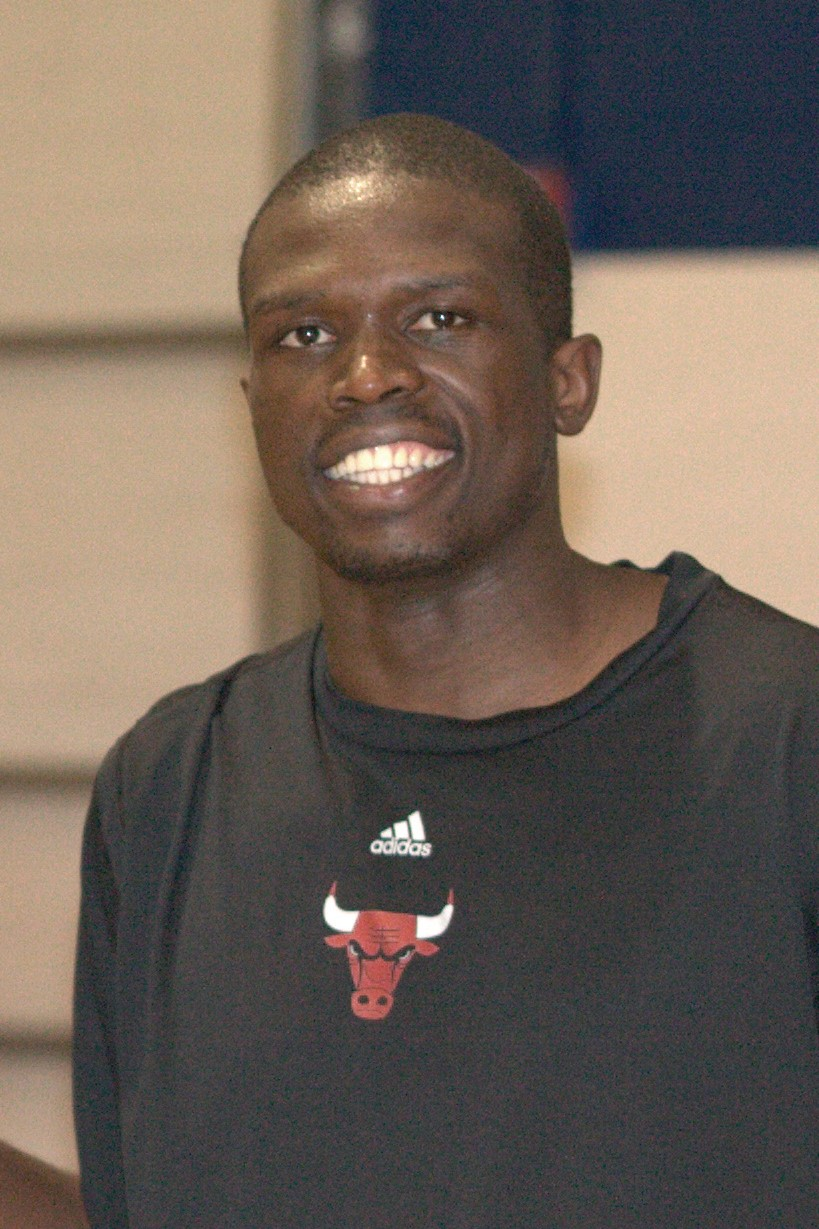
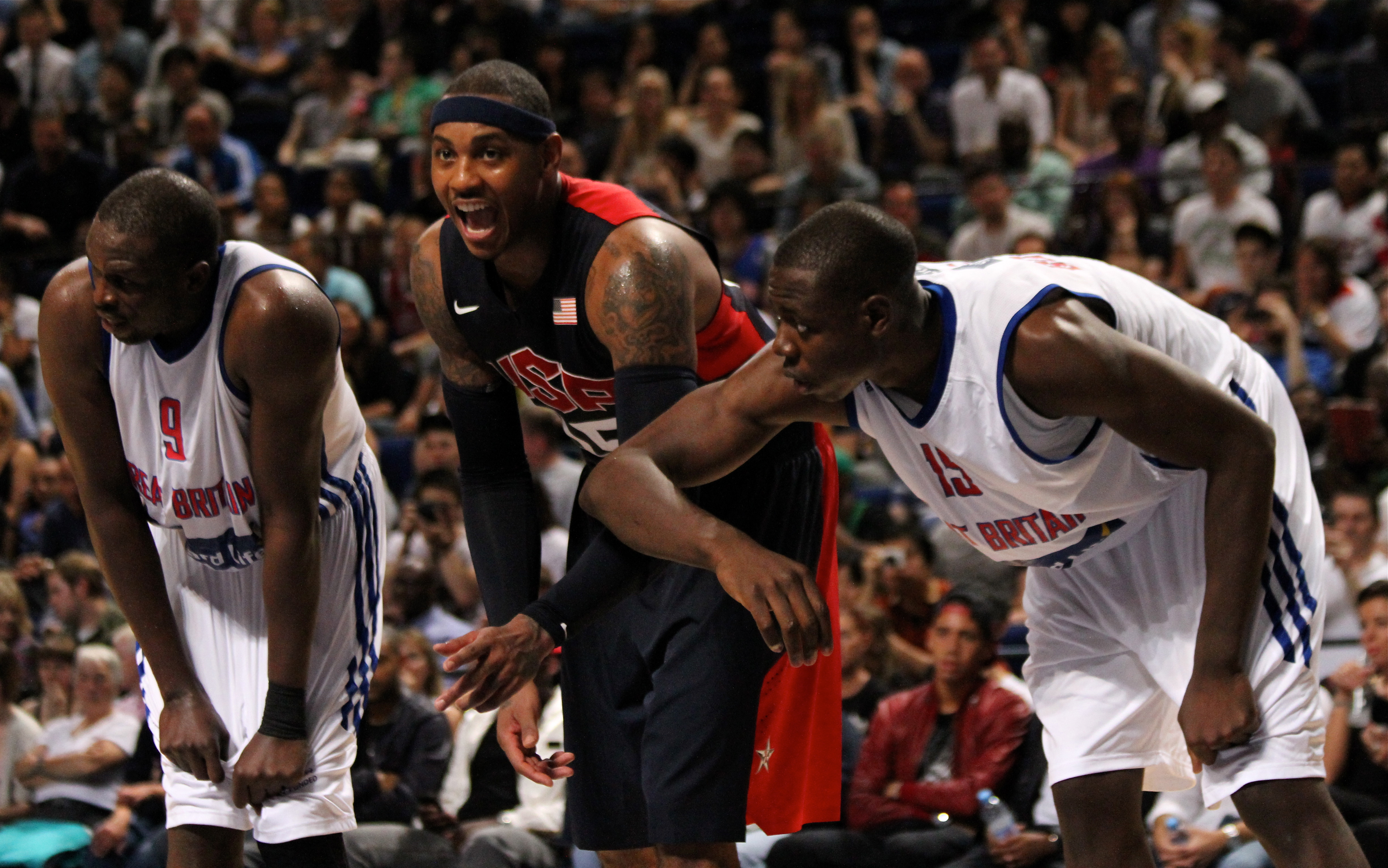
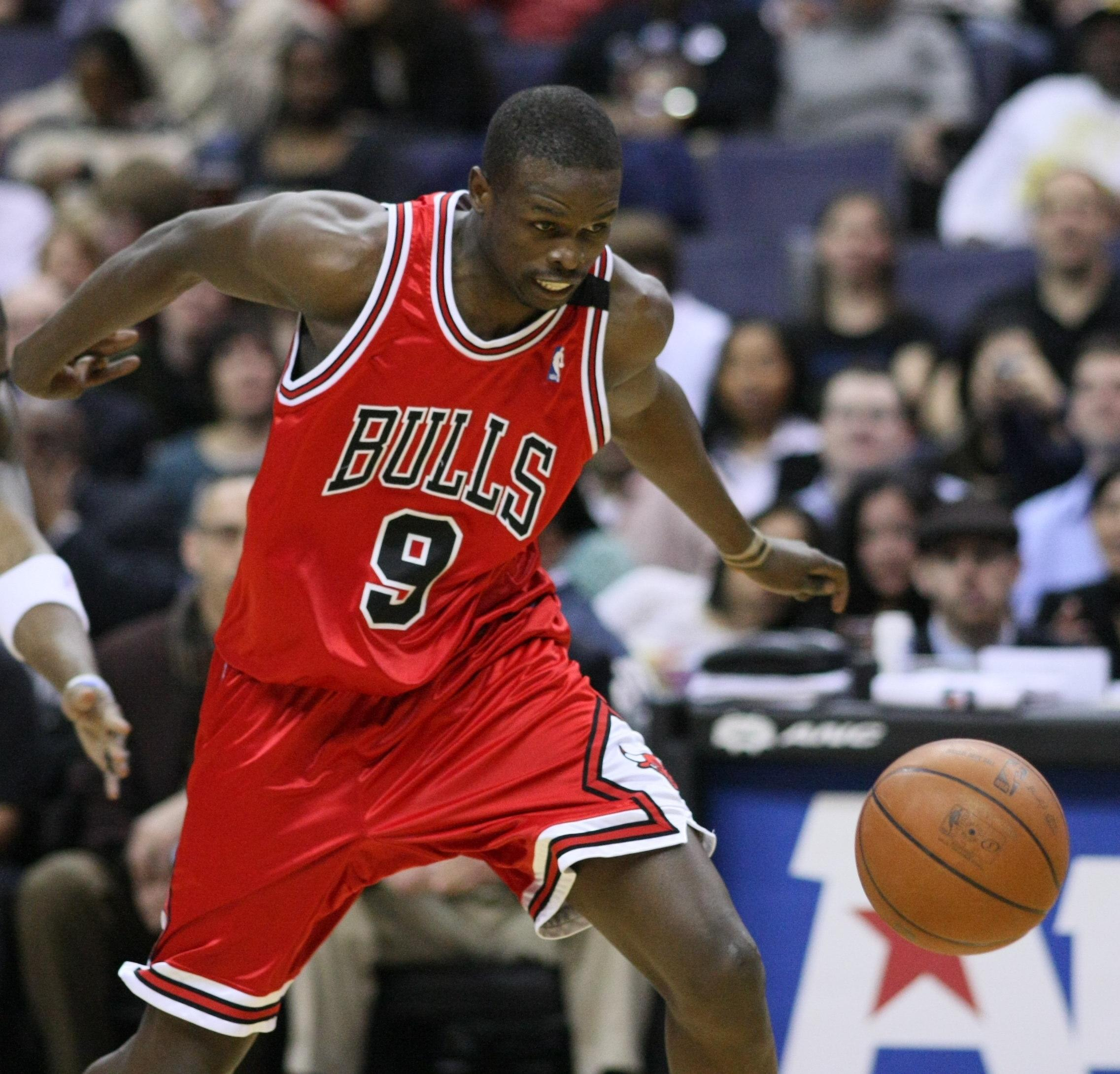
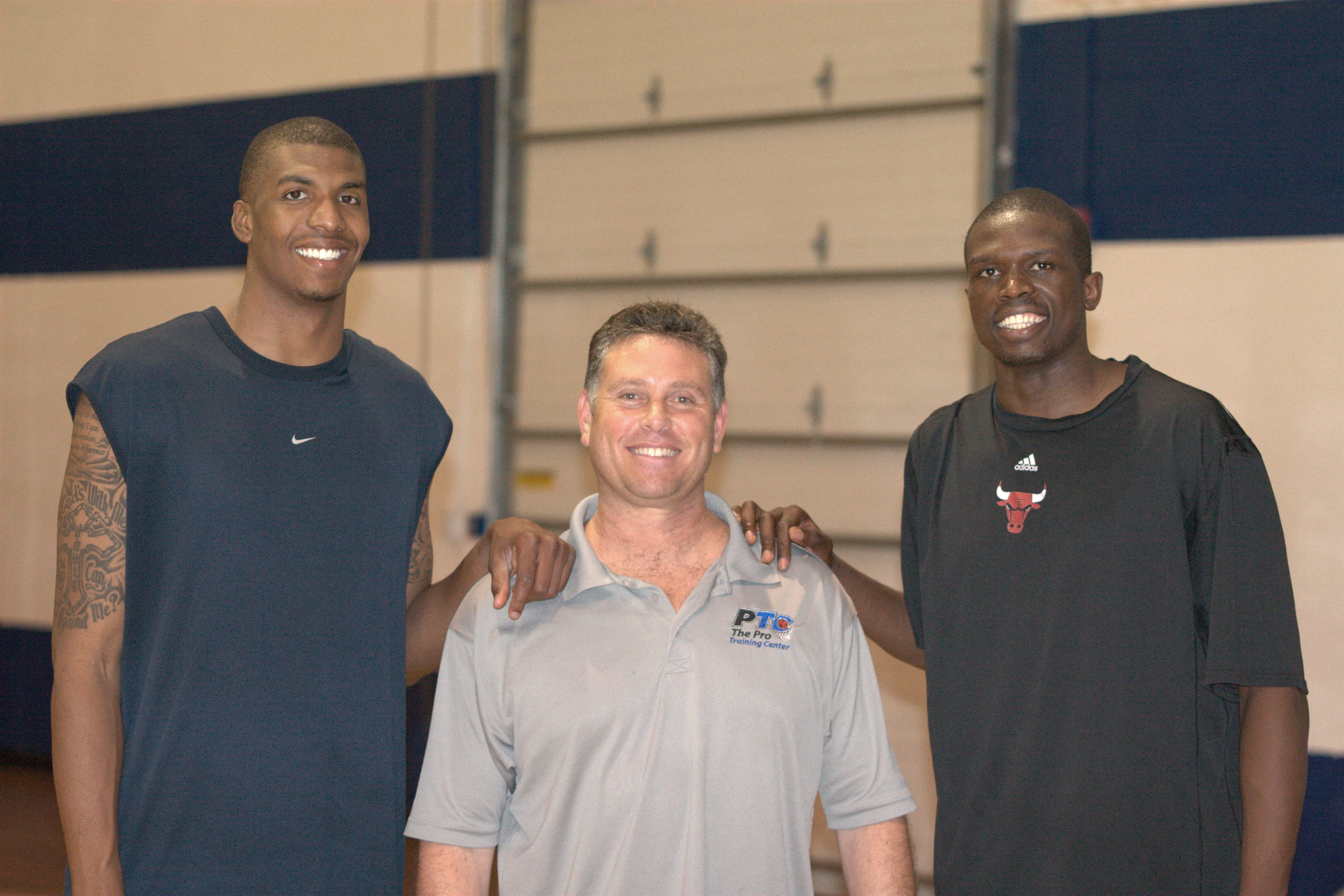

## وصلات خارجية
- لوول دينغ على موقع الاتحاد الدولي لكرة السلة (الإنجليزية)
- لوول دينغ على موقع إن بي أي (الإنجليزية)
- لوول دينغ على موقع سبورتس رفرنس (الإنجليزية)
- لوول دينغ على موقع كرة السلة الأوروبية.كوم (الإنجليزية)
- لوول دينغ على موقع إي إس بي إن.كوم (الإنجليزية)
- لوول دينغ على موقع كلية كرة السلة في سبورتس رفرنس.كوم (الإنجليزية)
- لوول دينغ على موقع ريلجم (الإنجليزية)
- لوول دينغ على موقع بروبوليرز (الإنجليزية)
- لوول دينغ على موقع سبورتس رفرنس (الإنجليزية)
- لوول دينغ على موقع أوليمبيديا (الإنجليزية)

- صفحة لوول دينغ في NBA.com